# Kafroun
Kafroun is een plaats in het Syrische gouvernement Tartous.